# スチュワートプラットフォーム

動作中のスチュワートプラットフォーム

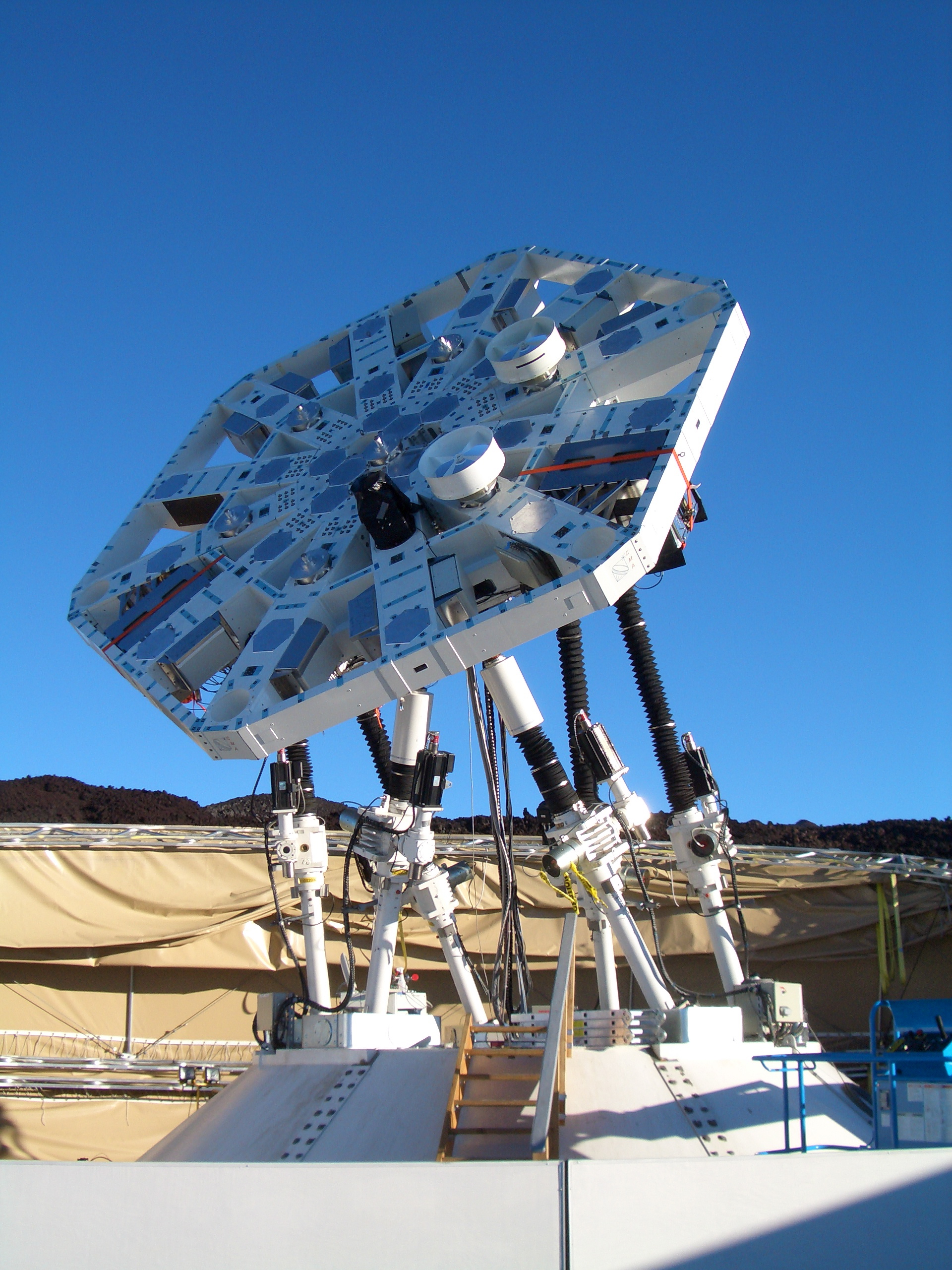
AMiBA の電波望遠鏡。宇宙マイクロ波背景放射の実験に用いられたスチュワートプラットフォームで、6メートルの炭素繊維製の6本脚からなるスチュワートプラットフォーム。

スチュワートプラットフォーム（英語: Stewart platform）は6つのアクチュエータで1つの平面（天板）を支え、その天板の位置と傾きを制御するロボットである。天板を1カ所あたり2本のアクチュエータの、合計3カ所で支える。アクチュエータは油圧ジャッキや電気アクチュエータであることが多い。それぞれのアクチュエータはその長さを制御するが、角度は自由である。スチュワートプラットフォームの天板はx・y・zの3軸位置（平行移動）とピッチ・ロール・ヨーの3軸回転の合計6自由度を持つ。6自由度で天板を制御できるため、six-axis プラットフォーム・6-DoF プラットフォーム・6自由度パラレルリンク機構などとも呼ばれる。また、synergisticと呼ばれる場合もある（下記参照）。

## 名称

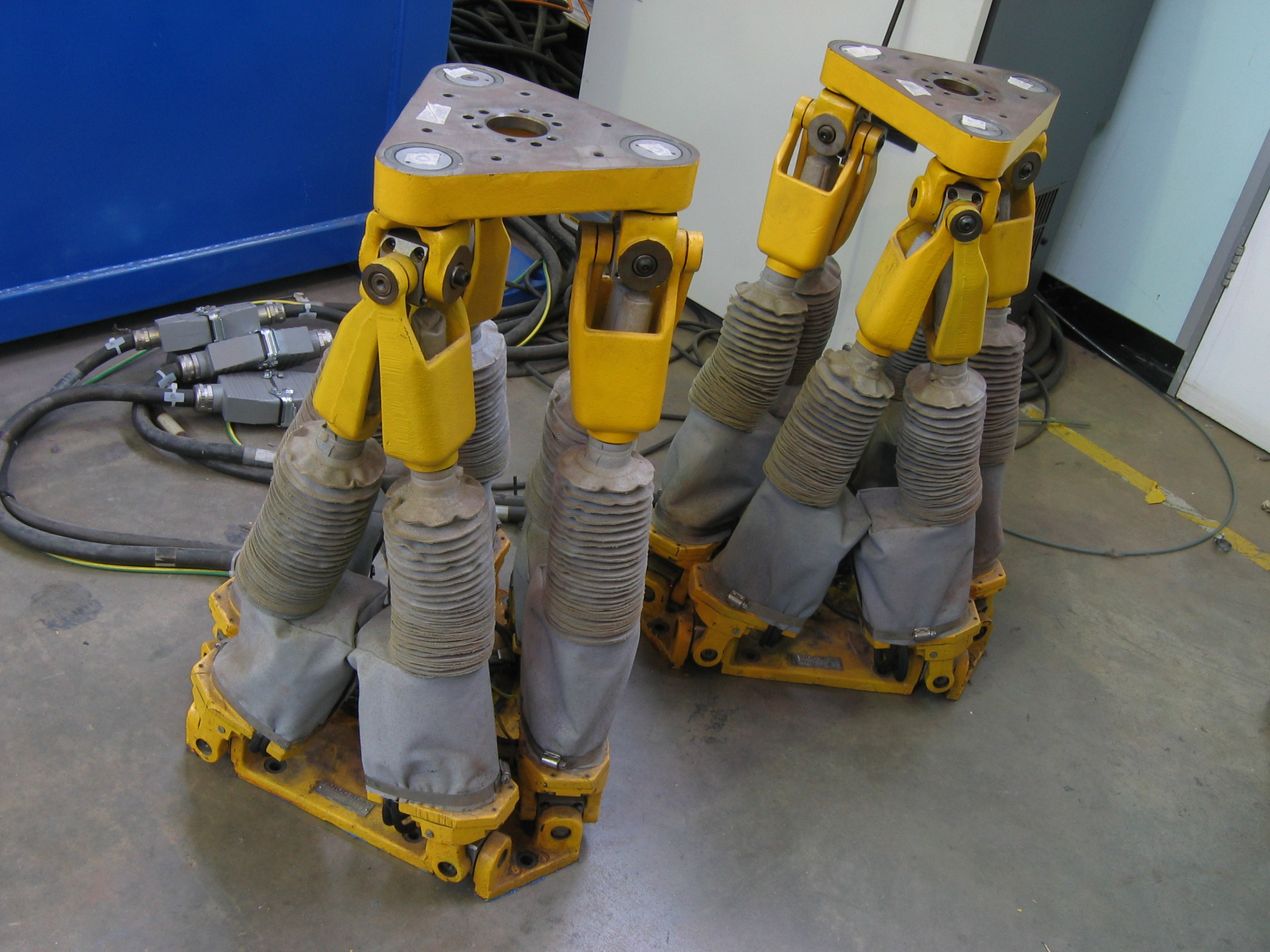
2台の六本脚ロボット。

### ゴフとスチュワートによる設計
この6本のジャッキを使った配置はイギリスの V. E. ゴフによって使用され、1954年には運用され 、1965年には D スチュワートによって英国機械学会で発表された 。発表題目では「スチュワートプラットフォーム」とされたが、ゴフ-スチュワートプラットフォームと呼ぶのがより公平である。より正確には、スチュワートプラットフォームはゴフの設計とはわずかに異なっている （詳細は参考文献を参照）。

### Synergistic
スチュワートプラットフォームの動きはジャッキの動きの組み合わせ（相乗効果）によって決まるため、Synergistic motion platform とも呼ばれることがある。

### ヘキサポッド
スチュワートプラットフォームは6本のジャッキを持ち、6本脚（ヘキサポッド）にも見える。このジオデシックテクノロジーに名づけられたヘキサポッドという商標 は工作機械の分野でもともと使われていた。しかし、ヘキサポッドと言う名前は工作機械以外の分野では単に「6本脚」を意味する

## 応用
スチュワートプラットフォームはフライトシミュレーション・工作機械技術・クレーン技術・水中での研究・水難救助・ロデオマシン・衛星アンテナ制御・望遠鏡・整形外科手術に応用されている。

### フライトシミュレーション

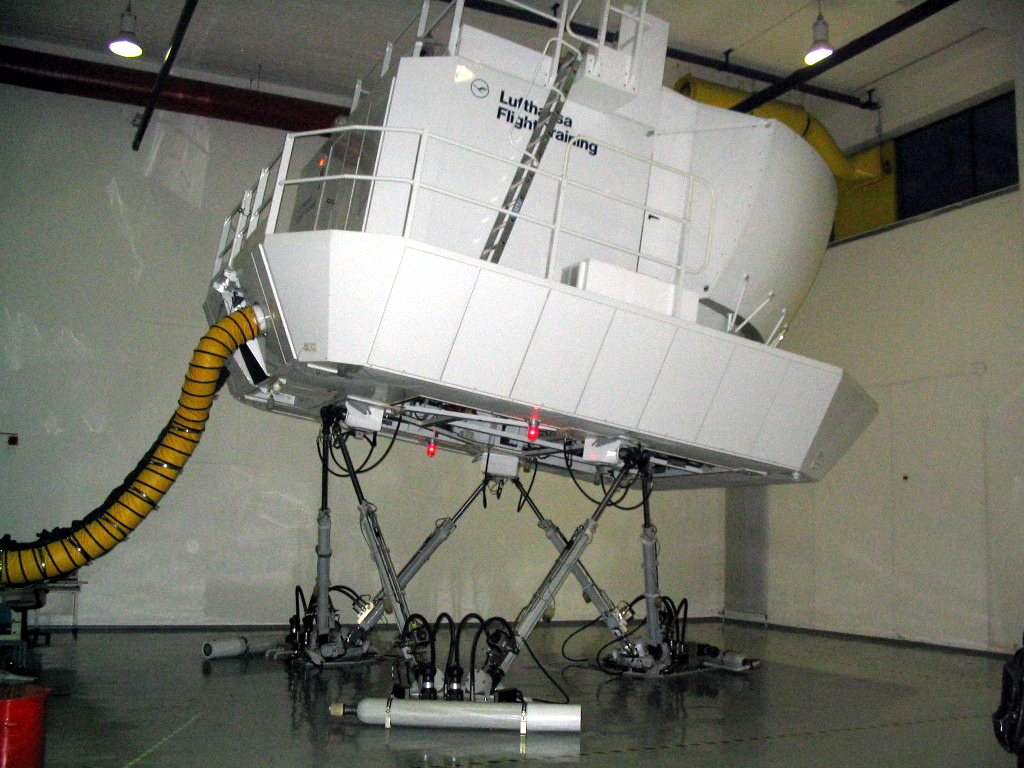
ルフトハンザドイツ航空で使われているスチュワートプラットフォーム

スチュワートプラットフォームはフライトシミュレーションに広く使用されており、特に6自由度を用いるものはフルフライトシミュレータと呼ばれる。1962年のRedifon のフライトシミュレータではボーイング707、ダグラス DC-8、シュド・カラベル、カナダエアCL-44、ボーイング727、コメット、ビッカース バイカウント、ビッカース ヴァンガード、コンベア990、C-130、ビッカース VC10、フォッカー F-27のシミュレーションが可能である。
フライトシミュレータに用いる場合、その積載重量は操縦室のレプリカである。航空機の乗組員の訓練生に外界の視界を示すための多数なディスプレイなどを含み、大型輸送機用のフルフライトシミュレータの場合には、ペイロードは最大15 000キログラムになる。
また、ドライビングシミュレータにも用いられ、短時間の加速度を与えるために大きなx-yテーブルに載せられる。長時間の加速度は天板の傾きにより与えられ、その組合せ方は目下研究中である。

### クレーンロボット
アメリカ国立標準技術研究所 (NIST) のジェームス・S・アルバスはRoboCrane を開発した。このクレーンは6本のジャッキの代わりに、6本のケーブルで物を吊り下げる。

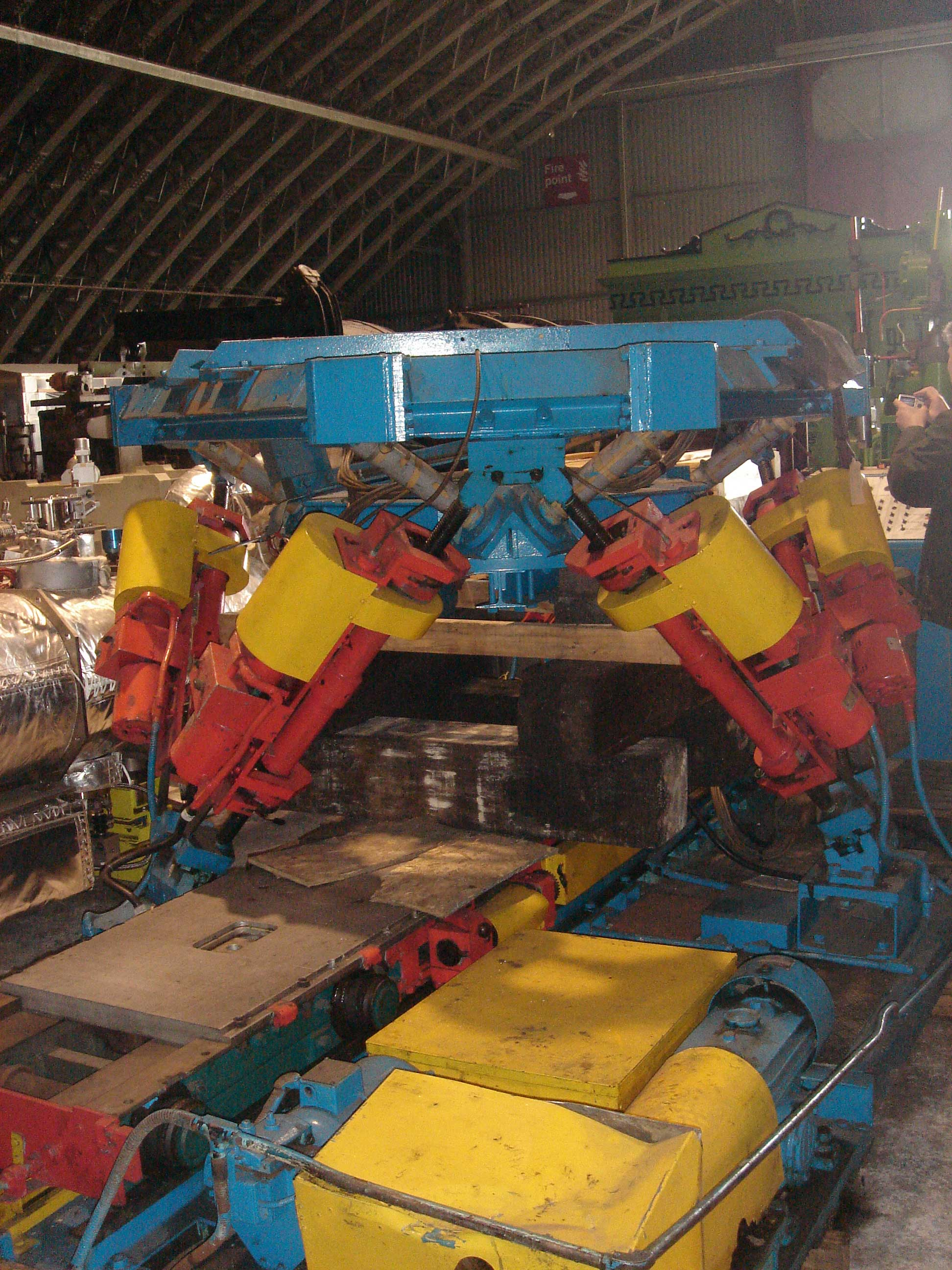
Eric Gough's Tire Testing Machine, which is a Stewart Platform with large jacks

### LIDS (Low Impact Docking System)
アメリカ航空宇宙局（NASA）の開発した低衝撃型ドッキング（LIDS）はドッキング中に宇宙船を動かすためにスチュワートプラットフォームを用いる。

### CAREN (Computer Assisted Rehabilitation ENvironment)
Motek Medical の開発したComputer Assisted Rehabilitation ENvironment（CAREN）はスチュワートプラットフォームをバーチャルリアリティと組み合わせてより進んだ生体機械と臨床の研究に用いている。

### テーラー・スペーシャル・フレーム
J・チャールズ・テイラー博士は、整形外科手術で使われる骨を固定するための外部固定器であるテーラー・スペーシャル・フレームにスチュワートプラットフォームを用いた。

### エリック・ゴフ - 6軸ジャッキの配置の発明者
エリック・ゴフは自動車エンジニアで、イギリスのバーミンガムにあるダンロップタイヤの工場で働いていた。彼は1950年代に「Universal Tyre-Testing Machine (Univerrsal Rig)」を開発し、1954年まで用いていた。そのリグは複合荷重下でタイヤを機械的にテストするものであった。1972年にゴフ博士は死亡したが、試験用リグは工場が閉鎖された1980年代後半まで使い続けられた。そしてそのリグは解体されず、スウィンドンの近くのロートンのサイエンス・ミュージアムに運ばれた。

## References
1. ↑  Gough, V. E. (1956–1957). “Contribution to discussion of papers on research in Automobile Stability, Control and Tyre performance”. Proc. Auto Div. Inst. Mech. Eng.:  392–394.
2. ↑  Stewart, D. (1965–1966). “A Platform with Six Degrees of Freedom”. Proc. Institution of Mechanical Engineers (UK) 180 (Pt 1, No 15).
3. ↑  Lazard, D.; Merlet, J. -P. (1994). “The (true) Stewart platform has 12 configurations”. Proceedings of the 1994 IEEE International Conference on Robotics and Automation. pp. 2160. doi:10.1109/ROBOT.1994.350969. ISBN 0-8186-5330-2
4. ↑  Parallel Robots - Second Edition by J.P. Merlet (pp. 48)
5. ↑  Fraunhofer Research: Hexapod Robot for Spine Surgery
6. ↑  http://www.flightglobal.com/pdfarchive/view/1962/1962%20-%201616.html
7. ↑  http://www.motekforcelink.com/caren
8. ↑  http://www.jcharlestaylor.com
9. ↑  Tompkins, Eric (1981). The History of the Pneumatic Tyre. Dunlop. pp. 86, 91. ISBN 0-903214-14-8

## さらに読む
- Bonev, I.A., "The True Origins of Parallel Robots", ParalleMIC online review